# 吉原正
吉原 正（よしわら ただし、1922年 - 2014年）は、日本の建築家。中村順平のボザール教育を受け、同級の松本陽一と親交をもつ。鹿島建設時代に、天野太郎や樋口清と親交をもち、天野がフランク・ロイド・ライトのもとから帰国した後、共に設計活動を行う。天野がパーキンソン病で死去するまで設計活動を支え続けた。

## 略歴
- 1922年 茨城県日立市生まれ
- 1942年 旧横浜高等工業学校建築学科（現横浜国立大学）卒業、鹿島建設株式会社設計部入社
- 1949年〜1953年 遠藤新建築創作所
- 〜1958年 町田建築設計事務所、網戸武夫建築設計事務所
- 1959年
  - 天野太郎研究室
  - 工学院大学建築学科講師
- 1963年
  - 網戸武夫からの要請によりインテリアセンタースクール設立に協力
  - インテリアセンタースクール教授（現ICSカレッジオブアーツ）
- 1967年
  - 天野・吉原設計事務所代表取締役
  - 東京芸術大学美術学部建築科講師
- 1992年 吉原設計事務所主宰

## 作品
- 厳正寺　（基本構想：中村順平 東京・大田区 現存）
- 和敬幼稚園　（東京・大田区 現存）
- 新花屋敷ゴルフクラブ（1959年 兵庫・宝塚 現存せず)
- 武蔵嵐山カントリークラブ（1961年 埼玉・嵐山町）
- 親子の家（1962年 東京・世田谷）
- 松原の家（黒澤明邸）（1961年 東京・世田谷）
- 館山国民休暇村（1963年 千葉・館山）
- 大井バプテスト教会（東京・大井 現存）
- 大井バプテスト教会附属　あけぼの幼稚園（東京・大井 現存）
- 品川バプテスト教会　（東京・品川 現存）
- 天城山荘チャペル（静岡・天城、2022年天城山荘廃止）
- 佐野キリスト教会（静岡・伊豆）
- 宜保医院（東京・品川）
- 研究学園都市開発事務所（1966年 茨城・筑波）
- ホテル長野国際会館（1970〜1977年 長野・長野）
- 藤田邸（藤田喬平邸 千葉・市川）
- 陸軍特別操縦見習士官之碑（1971年 京都・京都）
- 若林本社ビル（1976年 東京・一番町)
- 石岡ステーションパーク休憩所（茨城・石岡）
- 日本バプテスト浦和キリスト教会（埼玉・浦和）

## 文献
- 『有機的建築の発想―天野太郎の建築』（吉原正編、建築資料研究社、2001年）

## 関連人物
- 中村順平（建築家）
- 網戸武夫（建築家）
- 遠藤新（建築家）
- 天野太郎（工学院大学教授、東京芸術大学名誉教授）
- 円堂政嘉（建築家、エンドウアソシエイツ）
- 樋口清（東京大学教授）
- 松本陽一（建築家）
- 武藤章（工学院大学教授）
- 波多江健郎（工学院大学名誉教授）
- 山下司（工学院大学名誉教授、キャンサス大学客員教授）
- 南迫哲也（工学院大学名誉教授）
- 泉修二（インテリアデザイナー、武蔵野美術大学名誉教授）
- 藤田喬平（ガラス工芸作家）
- 近藤径一（建築家）
- 中村寛一（建築家）
- 深沢俊一（建築家）
- 遠藤晶（建築家）
- 間野洋三（安井設計）
- 松田直則（フォスターアソシエイツ、香港大学教授）
- 小井田康和（小井田康和設計室、建築家）
- 望月大介（工学院大学名誉教授）
- 海谷寛（建築家）
- 平井充（建築家）